# Ryslinge
Ryslinge er en by på Midtfyn med 1.989 indbyggere  (2025), beliggende 11 km vest for Ørbæk, 8 km nord for Kværndrup, 31 km syd for Odense og 5 km øst for Ringe. Byen hører til Faaborg-Midtfyn Kommune og ligger i Region Syddanmark.

## Sogn og kirker
Ryslinge hører til Ryslinge Sogn, og Ryslinge Kirke ligger i den nordlige ende af byen. Byen er også hjemsted for Ryslinge Valgmenighed og Ryslinge Frimenighed, som begge bruger Nazarethkirken, der ligger i den sydlige ende af byen. Den blev opført på bar mark i 1866. Valgmenigheden, der blev oprettet i 1865, var Danmarks første og gav stødet til Valgmenighedsloven af 15. maj 1868.

## Faciliteter
- Ryslinge Højskole blev startet af Christen Kold i 1851 og var dermed den tredje folkehøjskole i Danmark. Kold flyttede den til Dalby i 1853, og den nuværende højskole blev grundlagt i 1866. I 2014 fik den en ny profil som "Teaterhøjskolen". Pga. faldende elevtal oprettede man i 2008 efterskole i nogle af højskolens bygninger. Ryslinge Efterskole (forkortet RYE) har ca. 150 elever.[2]
- Ryslinge Friskole blev startet i 1856 og er en Grundtvig-Koldsk skole.[3] Selve skolen har 172 elever, fordelt på 0.-9. klassetrin i ét spor. Der er SFO, som består af Fritten for 0.-3. klasse og Klubben for 4.-6. klasse, og den integrerede daginstitution Myretuen. I alt har friskolen 48 ansatte.[4] Myretuen var i 2018 normeret til 50 børn i børnehaven og 14 børn i vuggestuen.[5]
- Tre Ege Skolen er byens folkeskole. Den har også en afdeling i Kværndrup. Begge afdelinger har grundskole (0.-6. klassetrin), og efter 6. klasse skal børnene som udgangspunkt til Tingagerskolen i Ringe.[6] Børnehaven Eventyrhuset ligger ved skoleafdelingen og er normeret til 45 børn.
- Ryslinge Gymnastikforening tilbyder foruden gymnastik friluftsaktiviter og stavgang.[7] HeRy 67 er Herringes og Ryslinges fælles håndboldklub.[8]. Sammen med Ryslinge Boldklub, Ryslinge Tennisklub og Ryslinge Badmintonklub benytter de Ryslingehallen.
- Byen har to supermarkeder og et pizzeria.

### Forsamlingshuset
- Ryslinge Forsamlingshus er Danmarks ældste fungerende forsamlingshus. I 1865 fik Ryslinge Sogn sin skyttekreds, og i 1871 kunne man indvie Fyns første "øvelseshus". I 1878 fik Ryslinge Sangforening tilladelse til at spille skuespil i huset. I 1920'erne blev husets store sal opført, men man savnede en fast scene og måtte nøjes med ambulante konstruktioner. Først i 1965 kunne man indvie en fast scene på 11x7 meter. Ved samme lejlighed blev amatørteatervirksomheden udskilt fra sangkoret under navnet Midtfyns Amatør Scene. Den har siden 1976 været en selvstændig forening.[9] Forsamlingshuset har selskabs- og konferencelokaler af forskellig størrelse – det største rummer 250 mennesker.[10]

## Historie

### Landsbyen
Landsbyen Ryslinge (1402 Roslinge, 1407 Ryslinge) havde i landsbyfællesskabets tid 16 gårde, 3 huse med jord, 6 huse uden jord. Dyrkningsformen var trevangsbrug (omend lidt specielt med 5 marker, hvoraf de 2 dog var meget små).
I 1873 beskrives byen således: "Ryslinge med Kirke samt den nybyggede Frimenighedskirke kaldet Nazarethskirken, Præstegaard, Bolig for Præsten ved Nazarethskirken, Folkehøiskole, Skole noget Syd for Byen".

### Stationsbyen
Ryslinge havde station på Ringe-Nyborg Banen (1897-1962). Stationsbygningen er bevaret på Banevænget 22.
I 1899 omtales byen således: "Ryslinge, ved Landevejen, med Kirke, Valgmenighedskirke („Nazarethkirken"), Præstegd., Bolig for Valgmenighedens Præst, Skole, Forskole, Friskole, Folkehøjskole (opr. 1866), Andelsmejeri, Teglværk, Savskæreri, Jærnbane- og Telefonstation".
I 1911 havde Ryslinge 540 indbyggere, hvoraf 87 var beskæftiget ved landbrug m.v., 134 ved håndværk og industri, 36 ved handel og omsætning, 15 ved transport.
I 1930 havde Ryslinge 475 indbyggere, hvoraf 144 var beskæftiget ved landbrug m.v., 393 ved håndværk og industri, 56 ved handel og omsætning, 21 ved transportvirksomhed, 22 ved administration og liberale erhverv, 34 ved husgerning; 37 var ude af erhverv, og 5 havde ikke opgivet indkomstkilde.
I 1950 havde Ryslinge 164 husstande med 536 indbyggere, hvoraf 83 levede af landbrug m.v., 272 af håndværk og industri, 59 af handel og omsætning, 31 af transportvirksomhed, 37 af administration og liberale erhverv, 50 af aldersrente, formue, pension eller lignende, mens 4 ikke havde oplyst indkomstkilde.

### Ryslinge omkring 1960
Ryslinge havde omkring 1960: Kirke, valgmenighedskirke, præstegård, brugsforening (opført 1907), forskole (opført 1919), friskole, folkehøjskole, bibliotek, forsamlingshus (opført 1870, udvidet 1920 og 1955), kommunekontor for daværende Ryslinge kommune (fra 1940), børnehjem (oprettet 1920), stadion, hotel, andelskasse (oprettet 1917), andelsmejeri (oprettet 1889, udvidet 1914), andelsfryseri, andelsvaskeri, andels-elværk (oprettet 1910), andelsvandværk, trævarefabrik (oprettet 1929, med 60 ansatte omkring 1960), rullegardinsfabrik (Chr. Fabers Fabrikker A/S, med 225 ansatte omkring 1960), jernbanestation, posthus, telegrafstation og telefoncentral.

### Ryslinge Kommune
Ryslinge blev ved kommunalreformen i 1970 kommunesæde i Ryslinge Kommune (Fyns Amt). Den blev dannet af 3 sognekommuner i det tidligere Svendborg Amt: Gislev Sogn, Kværndrup Sogn og Ryslinge Sogn. Ved strukturreformen i 2007 indgik Ryslinge Kommune i Faaborg-Midtfyn Kommune med kommunesæde i Ringe.

## Galleri
- Tre Ege Skolen
- Ryslingehallen
- Friskolen
- Børnehaven Myretuen
- Mindehøj fra 1871